# 염상 (고려)
염상(廉湘, 생몰년 미상)은 고려의 재상이며, 고려 개국공신(開國功臣)이다. 본관은 파주(坡州)이다.

## 생애
고려(高麗)를 건국하는데 큰 공로를 세워 태조(太祖) 원년(918년) 견권(堅權), 능식(能寔), 권신(權愼), 연주(連珠), 김락(金樂), 마난(麻煖) 등과 함께 개국 이등공신에 녹훈되어 왕건(王建)에게 금은 그릇과 비단 등을 하사받았다.
940년(태조(太祖) 23년) 재상직에 있으면서 왕규(王規), 박수문(朴守文)과 함께 태자 왕무( 太子 王武) 훗날의 혜종(惠宗)를 도와 정무를 보살폈고 왕건(王建)의 임종을 곁에서 지켰으며 왕건(王建)이 죽자 유명(遺命)을 내외에 선포하는 중책을 맡았다.

## 염상이 등장하는 작품
- 《태조 왕건》(KBS, 2000년~2002년, 배우: 심우창
- 《제국의 아침》(KBS, 2002년~2002년, 배우: 백인철